# Ficus gigantosyce
Ficus gigantosyce är en mullbärsväxtart som beskrevs av Armando Dugand. Ficus gigantosyce ingår i släktet fikonsläktet, och familjen mullbärsväxter. Inga underarter finns listade i Catalogue of Life.